# Prim-Albvorland
Das FFH-Gebiet Prim-Albvorland liegt im Süden von Baden-Württemberg und ist Bestandteil des europäischen Schutzgebietsnetzes Natura 2000. Es wurde 2005 durch das Regierungspräsidium Freiburg angemeldet. Mit Verordnung des Regierungspräsidiums Freiburg zur Festlegung der Gebiete von gemeinschaftlicher Bedeutung vom 25. Oktober 2018 (in Kraft getreten am 11. Januar 2019), wurde das Schutzgebiet ausgewiesen.

## Lage
Das 1305 Hektar große Schutzgebiet Prim-Albvorland  liegt in den Naturräumen Obere Gäue und Südwestliches Albvorland. Die zwölf Teilgebiete befinden sich im Landkreis Rottweil mit den Gemeinden Dietingen, Rottweil und Wellendingen, im Landkreis Tuttlingen mit den Gemeinden Denkingen und Frittlingen und im Zollernalbkreis mit den Gemeinden Schömberg, Weilen unter den Rinnen und Zimmern unter der Burg.

## Schutzzweck

### Lebensraumtypen
Folgende Lebensraumtypen nach Anhang I der FFH-Richtlinie kommen im Gebiet vor:
| EU Code | * | Lebensraumtyp (offizielle Bezeichnung)                                                                                             | Kurzbezeichnung                                              |
| ------- | - | --- | ------------------------------------------------------------ |
| 3140    |   | Oligo- bis mesotrophe kalkhaltige Gewässer mit benthischer Vegetation aus Armleuchteralgen                                         | Kalkreiche, nährstoffarme Stillgewässer mit Armleuchteralgen |
| 3260    |   | Flüsse der planaren bis montanen Stufe mit Vegetation des Ranunculion fluitantis und des Callitricho-Batrachion                    | Fließgewässer mit flutender Wasservegetation                 |
| 5130    |   | Formationen von Juniperus communis auf Kalkheiden und -rasen                                                                       | Wacholderheiden                                              |
| 6210    | * | Naturnahe Kalk-Trockenrasen und deren Verbuschungsstadien (Festuco-Brometalia) (*besondere Bestände mit bemerkenswerten Orchideen) | Kalk-Magerrasen – orchideenreiche Bestände*                  |
| 6230    | * | Artenreiche montane Borstgrasrasen (und submontan auf dem europäischen Festland) auf Silikatböden                                  | Artenreiche Borstgrasrasen                                   |
| 6410    |   | Pfeifengraswiesen auf kalkreichem Boden, torfigen und tonig-schluffigen Böden (Molinion caeruleae)                                 | Pfeifengraswiesen                                            |
| 6430    |   | Feuchte Hochstaudenfluren der planaren und montanen bis alpinen Stufe                                                              | Feuchte Hochstaudenfluren                                    |
| 6510    |   | Magere Flachland-Mähwiesen (Alopecurus pratensis, Sanguisorba officinalis)                                                         | Magere Flachland-Mähwiesen                                   |
| 7220    | * | Kalktuffquellen (Cratoneurion) | Kalktuffquellen                                              |
| 91E0    | * | Auen-Wälder mit Alnus glutinosa und Fraxinus excelsior (Alno-Padion, Alnion incanae, Salicion albae)                               | Auenwälder mit Erle, Esche, Weide                            |

### Arteninventar
Folgende Arten von gemeinschaftlichem Interesse kommen im Gebiet vor:
| Bild              | EU Code | * | Art               | wissenschaftlicher Name     | Artengruppe           |
| ----------------- | ------- | - | ----------------- | --------------------------- | --------------------- |
| Steinkrebs        | 1093    | * | Steinkrebs        | Austropotamobius torrentium | Krebse                |
| Groppe            | 1163    |   | Groppe            | Cottus gobio                | Fische und Rundmäuler |
| Gelbbauchunke     | 1193    |   | Gelbbauchunke     | Bombina variegata           | Amphibien             |
| Grünes Koboldmoos | 1386    |   | Grünes Koboldmoos | Buxbaumia viridis           | Moose                 |

### Zusammenhängende Schutzgebiete
Folgende Naturschutzgebiete sind Bestandteil des FFH-Gebiets:
- Schwarzenbach
- Linsenbergweiher